# Seaboard World Airlines
Seaboard World Airlines — международная грузовая авиакомпания, базировавшаяся в США и прекратившая свою деятельность в 1980 году в результате объединения с Flying Tiger Line. Штаб-квартира находилась на территории международного аэропорта Джона Кеннеди в Нью-Йорке .

## История
Seaboard World Airlines была основана 16 сентября 1946 года как Seaboard & Western Airlines. Первоначально он эксплуатировал самолёты Douglas DC-4, а затем авиалайнеры Lockheed Super Constellation. В апреле 1961 года она приняла название Seaboard World Airlines. грузовые рейсы на реактивных самолётах начались в 1964 году с появлением самолёта Douglas DC-8. Авиакомпания сыграла важную роль во Вьетнамской войне в конце 1960-х годов, используя самолёты Douglas DC-8-63 для соединения базы ВВС Маккорд в Вашингтоне с заливом Камрань во Вьетнаме. В 1968 году один из этих рейсов, выполнявший рейс 253A Seaboard World Airlines, был вынужден приземлиться в Советском Союзе с 214 американскими военнослужащими на борту. 30 апреля 1969 года самолёт DC-8 Seaboard World Airlines с 219 пассажирами и 13 членами экипажа по ошибке приземлился на аэродроме Мраморная гора, хотя на самом деле ему было разрешено приземлиться на близлежащей авиабазе Дананг. После выгрузки топлива и пассажиров самолёт был отбуксирован на север и вылетел через пять часов после инцидента при посадке.
Seaboard была первой авиакомпанией, совершившей рейс на boeing 747Freighter из Великобритании в США.1 октября 1980 года авиакомпания объединилась с Flying Tiger Line, что привело к потере её фирменного стиля.

## Флот
- 2 boeing 707-345С
- 4 boeing 747-245F
- 4 boeing 747-251F
- 1 boeing 747-273С
- 8 CL-44
- 2 C46
- 1 Douglas DC-3
- 14 Douglas DC-4
- 3 Douglas DC-8-54F
- 9 Douglas DC-8-55F
- 6 Douglas DC-8-63CF
- 4 Lockheed L-1049D «Super Constellation»
- 1 Lockheed L-1049G «Super Constellation»
- 4 Lockheed L-1049H «Super Constellation»